# コッローポリ
コッローポリ（イタリア語: Corropoli）は、イタリア共和国アブルッツォ州テーラモ県にある、人口約5,100人の基礎自治体（コムーネ）。

## 地理

### 位置・広がり

#### 隣接コムーネ
隣接するコムーネは以下の通り。
- アルバ・アドリアティーカ
- コロンネッラ
- コントログエッラ
- ネレート
- サントメーロ
- トルトレート

## 行政

### 分離集落
コッローポリには、以下の分離集落（フラツィオーネ）がある。
- Accattapane, Centro Storico, Centurati, Colle Mejulano, Gabbiano, Montagnola, Pianagallo, Piane san Donato, Ravigliano, Ripoli, Vibrata